# Renata Kokowska

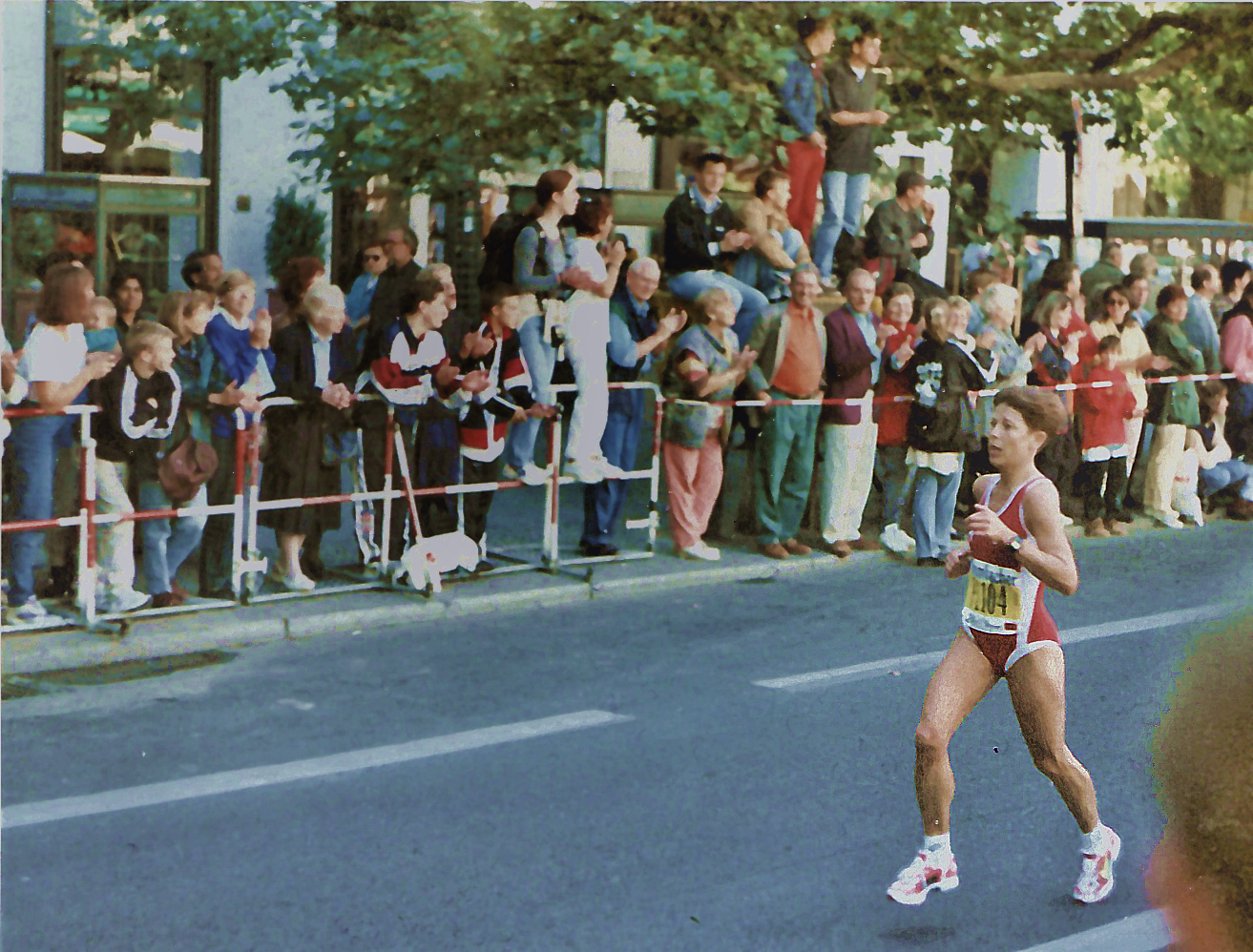
Kokowska beim Berlin-Marathon 1997

Renata Kokowska (* 4. Dezember 1958) ist eine ehemalige polnische Langstreckenläuferin.
Sie ist in Deutschland bekannt durch ihre drei Siege beim Berlin-Marathon (jeweils mit Streckenrekord: 1988, 1991, 1993 in ihrer persönlichen Marathon-Bestzeit von 2:26:20). Außerdem gewann sie 1990 den Amsterdam-Marathon, verbesserte dreimal den polnischen Rekord im 10.000-Meter-Lauf und hält mit ihrer Siegerzeit beim Paderborner Osterlauf 1988 (1:27:33) den aktuellen Landesrekord im 25-km-Straßenlauf.